# Tercera Federación 2023-24
La temporada 2023-24 de la Tercera Federación de fútbol corresponde a la tercera edición de este campeonato, que ocupa el quinto nivel en el sistema de ligas de fútbol de España. Dio comienzo el 10 de septiembre de 2023 y terminó el 12 de mayo de 2024. Posteriormente se disputó la promoción de ascenso a Segunda Federación, que constó de dos eliminatorias a doble partido, el primero de los cuales se disputó en el terreno de juego del equipo clasificado en la posición inferior en la fase regular.

## Sistema de competición
Ascienden 27 equipos a la Segunda Federación: por un lado, los 18 campeones de grupo; por otro lado, los 9 vencedores de una eliminatoria interterritorial a la que acceden los vencedores de los eliminatorias territoriales que disputaron los clasificados entre el segundo y el quinto puesto en cada grupo.
Esta temporada se incrementa el número de plazas por grupo, que pasa de dieciséis a dieciocho equipos.
El número de plazas de descenso a categorías regionales se define en cada federación territorial y depende de los ascensos y los descensos de ese grupo a Segunda Federación. El resultado debe ser de 18 integrantes por grupo.

## Campeones de grupo y ascensos a Segunda Federación
Los campeones de cada grupo consiguieron el ascenso directo a Segunda Federación y la clasificación para la Copa del Rey (excepto los equipos filiales, que no participan en dicha competición).
| Campeones |

| Bandera de Galicia | Bandera de Asturias | Bandera de Cantabria | Bandera del País Vasco | Bandera de Cataluña | Bandera de la Comunidad Valenciana |
| Bergantiños F. C.  | U. D. Llanera       | U. M. Escobedo       | C. D. Vitoria          | U. E. Olot          | Elche Ilicitano C. F.              |
| Grupo I            | Grupo II            | Grupo III            | Grupo IV               | Grupo V             | Grupo VI                           |

| Bandera de la Comunidad de Madrid | Bandera de Castilla y León | Bandera de Andalucía           | Bandera de Andalucía | Bandera de las Islas Baleares | Bandera de Canarias |
| Real Madrid "C"                   | Real Ávila C. F.           | Juventud de Torremolinos C. F. | Xerez C. D.          | C. D. Ibiza Islas Pitiusas    | C. D. Tenerife "B"  |
| Grupo VII                         | Grupo VIII                 | Grupo IX                       | Grupo X              | Grupo XI                      | Grupo XII           |

| Bandera de la Región de Murcia | Bandera de Extremadura | Bandera de Navarra | Bandera de La Rioja (España) | Bandera de Aragón | Bandera de Castilla-La Mancha |
| Deportiva Minera               | C. D. Don Benito       | C. D. Subiza       | U. D. Logroñés "B" *         | S. D. Ejea        | U. B. Conquense               |
| Grupo XIII                     | Grupo XIV              | Grupo XV           | Grupo XVI                    | Grupo XVII        | Grupo XVIII                   |

- La U. D. Logroñés "B", pese a ser campeón de grupo, no pudo ascender al ser equipo filial de la U. D. Logroñés, equipo que al competir en Segunda Federación y no conseguir el ascenso a Primera Federación imposibilitó el ascenso de su filial. En su lugar ascendió el segundo clasificado, el C. D. Alfaro.

## Fase Regional por el ascenso a Segunda Federación
Participan los equipos clasificados del segundo al quinto lugar de cada grupo. Se desarrolla mediante el sistema de eliminatorias a doble partido que enfrentan a los equipos del mismo grupo que hubiesen obtenido mejor clasificación contra los que hubiesen obtenido peor. En caso de empate, se disputa una prórroga y, si prosiguiese el empate, se proclama vencedor al equipo que hubiese obtenido mejor posición en la fase regular. Los 18 equipos vencedores de estas eliminatorias juegan la Fase Final por el ascenso.

### Cuadro

#### Grupo I
|  | Cuartos                                              | Cuartos                                              | Cuartos                                              | Cuartos                                              | Cuartos                                              |   |     | Semifinales                                          | Semifinales                                          | Semifinales                                          | Semifinales                                          | Semifinales                                          |  |
|  | 19 de mayo de 2024 (ida) 26 de mayo de 2024 (vuelta) | 19 de mayo de 2024 (ida) 26 de mayo de 2024 (vuelta) | 19 de mayo de 2024 (ida) 26 de mayo de 2024 (vuelta) | 19 de mayo de 2024 (ida) 26 de mayo de 2024 (vuelta) | 19 de mayo de 2024 (ida) 26 de mayo de 2024 (vuelta) |   |     | 2 de junio de 2024 (ida) 9 de junio de 2024 (vuelta) | 2 de junio de 2024 (ida) 9 de junio de 2024 (vuelta) | 2 de junio de 2024 (ida) 9 de junio de 2024 (vuelta) | 2 de junio de 2024 (ida) 9 de junio de 2024 (vuelta) | 2 de junio de 2024 (ida) 9 de junio de 2024 (vuelta) |  |
|  |                                                      |                                                      |                                                      |                                                      |                                                      |   |     |                                                      |                                                      |                                                      |                                                      |                                                      |  |
|  |                                                      |                                                      |                                                      |                                                      |                                                      |   |     |                                                      |                                                      |                                                      |                                                      |                                                      |  |
|  | 4.º                                                  | U. D. Ourense                                        | 2                                                    | 2                                                    | 4                                                    |   |     |                                                      |                                                      |                                                      |                                                      |                                                      |  |
|  | 4.º                                                  | U. D. Ourense                                        | 2                                                    | 2                                                    | 4                                                    |   |     |                                                      |                                                      |                                                      |                                                      |                                                      |  |
|  | 3.º                                                  | Arosa S. C.                                          | 2                                                    | 1                                                    | 3                                                    |   |     |                                                      |                                                      |                                                      |                                                      |                                                      |  |
|  | 3.º                                                  | Arosa S. C.                                          | 2                                                    | 1                                                    | 3                                                    |   | 4.º | U. D. Ourense                                        | 3                                                    | 1                                                    | 4                                                    |                                                      |  |
|  |                                                      |                                                      |                                                      |                                                      |                                                      |   | 4.º | U. D. Ourense                                        | 3                                                    | 1                                                    | 4                                                    |                                                      |  |
|  |                                                      |                                                      | 2.º                                                  | Celta "C" - Gran Peña                                | 3                                                    | 2 | 5   |                                                      |                                                      |                                                      |                                                      |                                                      |  |
|  | 5.º                                                  | S. D. Sarriana                                       | 2.º                                                  | Celta "C" - Gran Peña                                | 3                                                    | 2 | 5   | 0                                                    | 1                                                    | 1                                                    |                                                      |                                                      |  |
|  | 5.º                                                  | S. D. Sarriana                                       |                                                      |                                                      |                                                      |   |     | 0                                                    | 1                                                    | 1                                                    |                                                      |                                                      |  |
|  | 2.º                                                  | Celta "C" - Gran Peña                                | 0                                                    | 4                                                    | 4                                                    |   |     |                                                      |                                                      |                                                      |                                                      |                                                      |  |
|  | 2.º                                                  | Celta "C" - Gran Peña                                | 0                                                    | 4                                                    | 4                                                    |   |     |                                                      |                                                      |                                                      |                                                      |                                                      |  |
|  |                                                      |                                                      |                                                      |                                                      |                                                      |   |     |                                                      |                                                      |                                                      |                                                      |                                                      |  |

#### Grupo II
|  | Cuartos                                              | Cuartos                                              | Cuartos                                              | Cuartos                                              | Cuartos                                              |   |     | Semifinales                                          | Semifinales                                          | Semifinales                                          | Semifinales                                          | Semifinales                                          |  |
|  | 19 de mayo de 2024 (ida) 26 de mayo de 2024 (vuelta) | 19 de mayo de 2024 (ida) 26 de mayo de 2024 (vuelta) | 19 de mayo de 2024 (ida) 26 de mayo de 2024 (vuelta) | 19 de mayo de 2024 (ida) 26 de mayo de 2024 (vuelta) | 19 de mayo de 2024 (ida) 26 de mayo de 2024 (vuelta) |   |     | 2 de junio de 2024 (ida) 9 de junio de 2024 (vuelta) | 2 de junio de 2024 (ida) 9 de junio de 2024 (vuelta) | 2 de junio de 2024 (ida) 9 de junio de 2024 (vuelta) | 2 de junio de 2024 (ida) 9 de junio de 2024 (vuelta) | 2 de junio de 2024 (ida) 9 de junio de 2024 (vuelta) |  |
|  |                                                      |                                                      |                                                      |                                                      |                                                      |   |     |                                                      |                                                      |                                                      |                                                      |                                                      |  |
|  |                                                      |                                                      |                                                      |                                                      |                                                      |   |     |                                                      |                                                      |                                                      |                                                      |                                                      |  |
|  | 5.º                                                  | L'Entregu C. F.                                      | 0                                                    | 3                                                    | 3                                                    |   |     |                                                      |                                                      |                                                      |                                                      |                                                      |  |
|  | 5.º                                                  | L'Entregu C. F.                                      | 0                                                    | 3                                                    | 3                                                    |   |     |                                                      |                                                      |                                                      |                                                      |                                                      |  |
|  | 2.º                                                  | Sporting Atlético                                    | 0                                                    | 2                                                    | 2                                                    |   |     |                                                      |                                                      |                                                      |                                                      |                                                      |  |
|  | 2.º                                                  | Sporting Atlético                                    | 0                                                    | 2                                                    | 2                                                    |   | 5.º | L'Entregu C. F.                                      | 3                                                    | 0                                                    | 3                                                    |                                                      |  |
|  |                                                      |                                                      |                                                      |                                                      |                                                      |   | 5.º | L'Entregu C. F.                                      | 3                                                    | 0                                                    | 3                                                    |                                                      |  |
|  |                                                      |                                                      | 3.º                                                  | C. D. Lealtad                                        | 0                                                    | 2 | 2   |                                                      |                                                      |                                                      |                                                      |                                                      |  |
|  | 4.º                                                  | U. C. Ceares                                         | 3.º                                                  | C. D. Lealtad                                        | 0                                                    | 2 | 2   | 0                                                    | 1                                                    | 1                                                    |                                                      |                                                      |  |
|  | 4.º                                                  | U. C. Ceares                                         |                                                      |                                                      |                                                      |   |     | 0                                                    | 1                                                    | 1                                                    |                                                      |                                                      |  |
|  | 3.º                                                  | C. D. Lealtad                                        | 1                                                    | 3                                                    | 4                                                    |   |     |                                                      |                                                      |                                                      |                                                      |                                                      |  |
|  | 3.º                                                  | C. D. Lealtad                                        | 1                                                    | 3                                                    | 4                                                    |   |     |                                                      |                                                      |                                                      |                                                      |                                                      |  |
|  |                                                      |                                                      |                                                      |                                                      |                                                      |   |     |                                                      |                                                      |                                                      |                                                      |                                                      |  |

#### Grupo III
|  | Cuartos                                              | Cuartos                                              | Cuartos                                              | Cuartos                                              | Cuartos                                              |   |     | Semifinales                                          | Semifinales                                          | Semifinales                                          | Semifinales                                          | Semifinales                                          |  |
|  | 19 de mayo de 2024 (ida) 26 de mayo de 2024 (vuelta) | 19 de mayo de 2024 (ida) 26 de mayo de 2024 (vuelta) | 19 de mayo de 2024 (ida) 26 de mayo de 2024 (vuelta) | 19 de mayo de 2024 (ida) 26 de mayo de 2024 (vuelta) | 19 de mayo de 2024 (ida) 26 de mayo de 2024 (vuelta) |   |     | 2 de junio de 2024 (ida) 8 de junio de 2024 (vuelta) | 2 de junio de 2024 (ida) 8 de junio de 2024 (vuelta) | 2 de junio de 2024 (ida) 8 de junio de 2024 (vuelta) | 2 de junio de 2024 (ida) 8 de junio de 2024 (vuelta) | 2 de junio de 2024 (ida) 8 de junio de 2024 (vuelta) |  |
|  |                                                      |                                                      |                                                      |                                                      |                                                      |   |     |                                                      |                                                      |                                                      |                                                      |                                                      |  |
|  |                                                      |                                                      |                                                      |                                                      |                                                      |   |     |                                                      |                                                      |                                                      |                                                      |                                                      |  |
|  | 5.º                                                  | C. F. Vimenor                                        | 0                                                    | 1                                                    | 1                                                    |   |     |                                                      |                                                      |                                                      |                                                      |                                                      |  |
|  | 5.º                                                  | C. F. Vimenor                                        | 0                                                    | 1                                                    | 1                                                    |   |     |                                                      |                                                      |                                                      |                                                      |                                                      |  |
|  | 2.º                                                  | C. D. Laredo                                         | 1                                                    | 1                                                    | 2                                                    |   |     |                                                      |                                                      |                                                      |                                                      |                                                      |  |
|  | 2.º                                                  | C. D. Laredo                                         | 1                                                    | 1                                                    | 2                                                    |   | 2.º | C. D. Laredo                                         | 0                                                    | 2                                                    | 2                                                    |                                                      |  |
|  |                                                      |                                                      |                                                      |                                                      |                                                      |   | 2.º | C. D. Laredo                                         | 0                                                    | 2                                                    | 2                                                    |                                                      |  |
|  |                                                      |                                                      | 3.º                                                  | S. D. Torina                                         | 1                                                    | 0 | 1   |                                                      |                                                      |                                                      |                                                      |                                                      |  |
|  | 4.º                                                  | S. D. Atlético Albericia                             | 3.º                                                  | S. D. Torina                                         | 1                                                    | 0 | 1   | 1                                                    | 1                                                    | 2                                                    |                                                      |                                                      |  |
|  | 4.º                                                  | S. D. Atlético Albericia                             |                                                      |                                                      |                                                      |   |     | 1                                                    | 1                                                    | 2                                                    |                                                      |                                                      |  |
|  | 3.º                                                  | S. D. Torina                                         | 2                                                    | 1                                                    | 3                                                    |   |     |                                                      |                                                      |                                                      |                                                      |                                                      |  |
|  | 3.º                                                  | S. D. Torina                                         | 2                                                    | 1                                                    | 3                                                    |   |     |                                                      |                                                      |                                                      |                                                      |                                                      |  |
|  |                                                      |                                                      |                                                      |                                                      |                                                      |   |     |                                                      |                                                      |                                                      |                                                      |                                                      |  |

#### Grupo IV
|  | Cuartos                                              | Cuartos                                              | Cuartos                                              | Cuartos                                              | Cuartos                                              |   |     | Semifinales                                          | Semifinales                                          | Semifinales                                          | Semifinales                                          | Semifinales                                          |  |
|  | 19 de mayo de 2024 (ida) 26 de mayo de 2024 (vuelta) | 19 de mayo de 2024 (ida) 26 de mayo de 2024 (vuelta) | 19 de mayo de 2024 (ida) 26 de mayo de 2024 (vuelta) | 19 de mayo de 2024 (ida) 26 de mayo de 2024 (vuelta) | 19 de mayo de 2024 (ida) 26 de mayo de 2024 (vuelta) |   |     | 2 de junio de 2024 (ida) 9 de junio de 2024 (vuelta) | 2 de junio de 2024 (ida) 9 de junio de 2024 (vuelta) | 2 de junio de 2024 (ida) 9 de junio de 2024 (vuelta) | 2 de junio de 2024 (ida) 9 de junio de 2024 (vuelta) | 2 de junio de 2024 (ida) 9 de junio de 2024 (vuelta) |  |
|  |                                                      |                                                      |                                                      |                                                      |                                                      |   |     |                                                      |                                                      |                                                      |                                                      |                                                      |  |
|  |                                                      |                                                      |                                                      |                                                      |                                                      |   |     |                                                      |                                                      |                                                      |                                                      |                                                      |  |
|  | 5.º                                                  | Club Portugalete                                     | 2                                                    | 3                                                    | 5                                                    |   |     |                                                      |                                                      |                                                      |                                                      |                                                      |  |
|  | 5.º                                                  | Club Portugalete                                     | 2                                                    | 3                                                    | 5                                                    |   |     |                                                      |                                                      |                                                      |                                                      |                                                      |  |
|  | 2.º                                                  | C. D. Basconia                                       | 1                                                    | 0                                                    | 1                                                    |   |     |                                                      |                                                      |                                                      |                                                      |                                                      |  |
|  | 2.º                                                  | C. D. Basconia                                       | 1                                                    | 0                                                    | 1                                                    |   | 5.º | Club Portugalete                                     | 0                                                    | 2                                                    | 2                                                    |                                                      |  |
|  |                                                      |                                                      |                                                      |                                                      |                                                      |   | 5.º | Club Portugalete                                     | 0                                                    | 2                                                    | 2                                                    |                                                      |  |
|  |                                                      |                                                      | 3.º                                                  | S. D. Beasáin                                        | 0                                                    | 1 | 1   |                                                      |                                                      |                                                      |                                                      |                                                      |  |
|  | 4.º                                                  | S. D. Deusto                                         | 3.º                                                  | S. D. Beasáin                                        | 0                                                    | 1 | 1   | 1                                                    | 0                                                    | 1                                                    |                                                      |                                                      |  |
|  | 4.º                                                  | S. D. Deusto                                         |                                                      |                                                      |                                                      |   |     | 1                                                    | 0                                                    | 1                                                    |                                                      |                                                      |  |
|  | 3.º                                                  | S. D. Beasáin                                        | 0                                                    | 2                                                    | 2                                                    |   |     |                                                      |                                                      |                                                      |                                                      |                                                      |  |
|  | 3.º                                                  | S. D. Beasáin                                        | 0                                                    | 2                                                    | 2                                                    |   |     |                                                      |                                                      |                                                      |                                                      |                                                      |  |
|  |                                                      |                                                      |                                                      |                                                      |                                                      |   |     |                                                      |                                                      |                                                      |                                                      |                                                      |  |

#### Grupo V
|  | Cuartos                                              | Cuartos                                              | Cuartos                                              | Cuartos                                              | Cuartos                                              |   |     | Semifinales                                          | Semifinales                                          | Semifinales                                          | Semifinales                                          | Semifinales                                          |  |
|  | 19 de mayo de 2024 (ida) 26 de mayo de 2024 (vuelta) | 19 de mayo de 2024 (ida) 26 de mayo de 2024 (vuelta) | 19 de mayo de 2024 (ida) 26 de mayo de 2024 (vuelta) | 19 de mayo de 2024 (ida) 26 de mayo de 2024 (vuelta) | 19 de mayo de 2024 (ida) 26 de mayo de 2024 (vuelta) |   |     | 2 de junio de 2024 (ida) 8 de junio de 2024 (vuelta) | 2 de junio de 2024 (ida) 8 de junio de 2024 (vuelta) | 2 de junio de 2024 (ida) 8 de junio de 2024 (vuelta) | 2 de junio de 2024 (ida) 8 de junio de 2024 (vuelta) | 2 de junio de 2024 (ida) 8 de junio de 2024 (vuelta) |  |
|  |                                                      |                                                      |                                                      |                                                      |                                                      |   |     |                                                      |                                                      |                                                      |                                                      |                                                      |  |
|  |                                                      |                                                      |                                                      |                                                      |                                                      |   |     |                                                      |                                                      |                                                      |                                                      |                                                      |  |
|  | 5.º                                                  | A. E. Prat                                           | 0                                                    | 1                                                    | 1                                                    |   |     |                                                      |                                                      |                                                      |                                                      |                                                      |  |
|  | 5.º                                                  | A. E. Prat                                           | 0                                                    | 1                                                    | 1                                                    |   |     |                                                      |                                                      |                                                      |                                                      |                                                      |  |
|  | 2.º                                                  | C. E. L'Hospitalet                                   | 1                                                    | 2                                                    | 3                                                    |   |     |                                                      |                                                      |                                                      |                                                      |                                                      |  |
|  | 2.º                                                  | C. E. L'Hospitalet                                   | 1                                                    | 2                                                    | 3                                                    |   | 2.º | C. E. L'Hospitalet                                   | 1                                                    | 1                                                    | 2                                                    |                                                      |  |
|  |                                                      |                                                      |                                                      |                                                      |                                                      |   | 2.º | C. E. L'Hospitalet                                   | 1                                                    | 1                                                    | 2                                                    |                                                      |  |
|  |                                                      |                                                      | 4.º                                                  | C. F. Badalona                                       | 1                                                    | 0 | 1   |                                                      |                                                      |                                                      |                                                      |                                                      |  |
|  | 4.º                                                  | C. F. Badalona                                       | 4.º                                                  | C. F. Badalona                                       | 1                                                    | 0 | 1   | 3                                                    | 1                                                    | 4                                                    |                                                      |                                                      |  |
|  | 4.º                                                  | C. F. Badalona                                       |                                                      |                                                      |                                                      |   |     | 3                                                    | 1                                                    | 4                                                    |                                                      |                                                      |  |
|  | 3.º                                                  | U. E. Vilassar de Mar                                | 0                                                    | 2                                                    | 2                                                    |   |     |                                                      |                                                      |                                                      |                                                      |                                                      |  |
|  | 3.º                                                  | U. E. Vilassar de Mar                                | 0                                                    | 2                                                    | 2                                                    |   |     |                                                      |                                                      |                                                      |                                                      |                                                      |  |
|  |                                                      |                                                      |                                                      |                                                      |                                                      |   |     |                                                      |                                                      |                                                      |                                                      |                                                      |  |

#### Grupo VI
|  | Cuartos                                              | Cuartos                                              | Cuartos                                              | Cuartos                                              | Cuartos                                              |   |     | Semifinales                                          | Semifinales                                          | Semifinales                                          | Semifinales                                          | Semifinales                                          |  |
|  | 19 de mayo de 2024 (ida) 26 de mayo de 2024 (vuelta) | 19 de mayo de 2024 (ida) 26 de mayo de 2024 (vuelta) | 19 de mayo de 2024 (ida) 26 de mayo de 2024 (vuelta) | 19 de mayo de 2024 (ida) 26 de mayo de 2024 (vuelta) | 19 de mayo de 2024 (ida) 26 de mayo de 2024 (vuelta) |   |     | 2 de junio de 2024 (ida) 9 de junio de 2024 (vuelta) | 2 de junio de 2024 (ida) 9 de junio de 2024 (vuelta) | 2 de junio de 2024 (ida) 9 de junio de 2024 (vuelta) | 2 de junio de 2024 (ida) 9 de junio de 2024 (vuelta) | 2 de junio de 2024 (ida) 9 de junio de 2024 (vuelta) |  |
|  |                                                      |                                                      |                                                      |                                                      |                                                      |   |     |                                                      |                                                      |                                                      |                                                      |                                                      |  |
|  |                                                      |                                                      |                                                      |                                                      |                                                      |   |     |                                                      |                                                      |                                                      |                                                      |                                                      |  |
|  | 5.º                                                  | C. D. Utiel                                          | 0                                                    | 0                                                    | 0                                                    |   |     |                                                      |                                                      |                                                      |                                                      |                                                      |  |
|  | 5.º                                                  | C. D. Utiel                                          | 0                                                    | 0                                                    | 0                                                    |   |     |                                                      |                                                      |                                                      |                                                      |                                                      |  |
|  | 2.º                                                  | F. C. Jove Español                                   | 0                                                    | 1                                                    | 1                                                    |   |     |                                                      |                                                      |                                                      |                                                      |                                                      |  |
|  | 2.º                                                  | F. C. Jove Español                                   | 0                                                    | 1                                                    | 1                                                    |   | 2.º | F. C. Jove Español                                   | 1                                                    | 1                                                    | 2                                                    |                                                      |  |
|  |                                                      |                                                      |                                                      |                                                      |                                                      |   | 2.º | F. C. Jove Español                                   | 1                                                    | 1                                                    | 2                                                    |                                                      |  |
|  |                                                      |                                                      | 4.º                                                  | Atzeneta U. E.                                       | 1                                                    | 0 | 1   |                                                      |                                                      |                                                      |                                                      |                                                      |  |
|  | 4.º                                                  | Atzeneta U. E.                                       | 4.º                                                  | Atzeneta U. E.                                       | 1                                                    | 0 | 1   | 1                                                    | 1                                                    | 2                                                    |                                                      |                                                      |  |
|  | 4.º                                                  | Atzeneta U. E.                                       |                                                      |                                                      |                                                      |   |     | 1                                                    | 1                                                    | 2                                                    |                                                      |                                                      |  |
|  | 3.º                                                  | Ontinyent 1931 C. F.                                 | 1                                                    | 0                                                    | 1                                                    |   |     |                                                      |                                                      |                                                      |                                                      |                                                      |  |
|  | 3.º                                                  | Ontinyent 1931 C. F.                                 | 1                                                    | 0                                                    | 1                                                    |   |     |                                                      |                                                      |                                                      |                                                      |                                                      |  |
|  |                                                      |                                                      |                                                      |                                                      |                                                      |   |     |                                                      |                                                      |                                                      |                                                      |                                                      |  |

#### Grupo VII
|  | Cuartos                                              | Cuartos                                              | Cuartos                                              | Cuartos                                              | Cuartos                                              |   |     | Semifinales                                          | Semifinales                                          | Semifinales                                          | Semifinales                                          | Semifinales                                          |  |
|  | 19 de mayo de 2024 (ida) 26 de mayo de 2024 (vuelta) | 19 de mayo de 2024 (ida) 26 de mayo de 2024 (vuelta) | 19 de mayo de 2024 (ida) 26 de mayo de 2024 (vuelta) | 19 de mayo de 2024 (ida) 26 de mayo de 2024 (vuelta) | 19 de mayo de 2024 (ida) 26 de mayo de 2024 (vuelta) |   |     | 2 de junio de 2024 (ida) 8 de junio de 2024 (vuelta) | 2 de junio de 2024 (ida) 8 de junio de 2024 (vuelta) | 2 de junio de 2024 (ida) 8 de junio de 2024 (vuelta) | 2 de junio de 2024 (ida) 8 de junio de 2024 (vuelta) | 2 de junio de 2024 (ida) 8 de junio de 2024 (vuelta) |  |
|  |                                                      |                                                      |                                                      |                                                      |                                                      |   |     |                                                      |                                                      |                                                      |                                                      |                                                      |  |
|  |                                                      |                                                      |                                                      |                                                      |                                                      |   |     |                                                      |                                                      |                                                      |                                                      |                                                      |  |
|  | 5.º                                                  | C. D. Colonia Moscardó                               | 0                                                    | 3                                                    | 3                                                    |   |     |                                                      |                                                      |                                                      |                                                      |                                                      |  |
|  | 5.º                                                  | C. D. Colonia Moscardó                               | 0                                                    | 3                                                    | 3                                                    |   |     |                                                      |                                                      |                                                      |                                                      |                                                      |  |
|  | 2.º                                                  | C. D. Móstoles U. R. J. C.                           | 0                                                    | 1                                                    | 1                                                    |   |     |                                                      |                                                      |                                                      |                                                      |                                                      |  |
|  | 2.º                                                  | C. D. Móstoles U. R. J. C.                           | 0                                                    | 1                                                    | 1                                                    |   | 5.º | C. D. Colonia Moscardó                               | 1                                                    | 1                                                    | 2                                                    |                                                      |  |
|  |                                                      |                                                      |                                                      |                                                      |                                                      |   | 5.º | C. D. Colonia Moscardó                               | 1                                                    | 1                                                    | 2                                                    |                                                      |  |
|  |                                                      |                                                      | 3.º                                                  | C. D. Leganés "B"                                    | 1                                                    | 0 | 1   |                                                      |                                                      |                                                      |                                                      |                                                      |  |
|  | 4.º                                                  | Las Rozas C. F.                                      | 3.º                                                  | C. D. Leganés "B"                                    | 1                                                    | 0 | 1   | 1                                                    | 1                                                    | 2                                                    |                                                      |                                                      |  |
|  | 4.º                                                  | Las Rozas C. F.                                      |                                                      |                                                      |                                                      |   |     | 1                                                    | 1                                                    | 2                                                    |                                                      |                                                      |  |
|  | 3.º                                                  | C. D. Leganés "B"                                    | 1                                                    | 4                                                    | 5                                                    |   |     |                                                      |                                                      |                                                      |                                                      |                                                      |  |
|  | 3.º                                                  | C. D. Leganés "B"                                    | 1                                                    | 4                                                    | 5                                                    |   |     |                                                      |                                                      |                                                      |                                                      |                                                      |  |
|  |                                                      |                                                      |                                                      |                                                      |                                                      |   |     |                                                      |                                                      |                                                      |                                                      |                                                      |  |

#### Grupo VIII
|  | Cuartos                                              | Cuartos                                              | Cuartos                                              | Cuartos                                              | Cuartos                                              |   |     | Semifinales                                          | Semifinales                                          | Semifinales                                          | Semifinales                                          | Semifinales                                          |  |
|  | 19 de mayo de 2024 (ida) 26 de mayo de 2024 (vuelta) | 19 de mayo de 2024 (ida) 26 de mayo de 2024 (vuelta) | 19 de mayo de 2024 (ida) 26 de mayo de 2024 (vuelta) | 19 de mayo de 2024 (ida) 26 de mayo de 2024 (vuelta) | 19 de mayo de 2024 (ida) 26 de mayo de 2024 (vuelta) |   |     | 2 de junio de 2024 (ida) 9 de junio de 2024 (vuelta) | 2 de junio de 2024 (ida) 9 de junio de 2024 (vuelta) | 2 de junio de 2024 (ida) 9 de junio de 2024 (vuelta) | 2 de junio de 2024 (ida) 9 de junio de 2024 (vuelta) | 2 de junio de 2024 (ida) 9 de junio de 2024 (vuelta) |  |
|  |                                                      |                                                      |                                                      |                                                      |                                                      |   |     |                                                      |                                                      |                                                      |                                                      |                                                      |  |
|  |                                                      |                                                      |                                                      |                                                      |                                                      |   |     |                                                      |                                                      |                                                      |                                                      |                                                      |  |
|  | 5.º                                                  | Atlético Astorga                                     | 0                                                    | 0                                                    | 0                                                    |   |     |                                                      |                                                      |                                                      |                                                      |                                                      |  |
|  | 5.º                                                  | Atlético Astorga                                     | 0                                                    | 0                                                    | 0                                                    |   |     |                                                      |                                                      |                                                      |                                                      |                                                      |  |
|  | 2.º                                                  | Salamanca C. F. UDS                                  | 1                                                    | 0                                                    | 1                                                    |   |     |                                                      |                                                      |                                                      |                                                      |                                                      |  |
|  | 2.º                                                  | Salamanca C. F. UDS                                  | 1                                                    | 0                                                    | 1                                                    |   | 2.º | Salamanca C. F. UDS                                  | 2                                                    | 2                                                    | 4                                                    |                                                      |  |
|  |                                                      |                                                      |                                                      |                                                      |                                                      |   | 2.º | Salamanca C. F. UDS                                  | 2                                                    | 2                                                    | 4                                                    |                                                      |  |
|  |                                                      |                                                      | 3.º                                                  | Atlético Tordesillas                                 | 0                                                    | 0 | 0   |                                                      |                                                      |                                                      |                                                      |                                                      |  |
|  | 4.º                                                  | Júpiter Leonés                                       | 3.º                                                  | Atlético Tordesillas                                 | 0                                                    | 0 | 0   | 0                                                    | 2                                                    | 2                                                    |                                                      |                                                      |  |
|  | 4.º                                                  | Júpiter Leonés                                       |                                                      |                                                      |                                                      |   |     | 0                                                    | 2                                                    | 2                                                    |                                                      |                                                      |  |
|  | 3.º                                                  | Atlético Tordesillas                                 | 4                                                    | 1                                                    | 5                                                    |   |     |                                                      |                                                      |                                                      |                                                      |                                                      |  |
|  | 3.º                                                  | Atlético Tordesillas                                 | 4                                                    | 1                                                    | 5                                                    |   |     |                                                      |                                                      |                                                      |                                                      |                                                      |  |
|  |                                                      |                                                      |                                                      |                                                      |                                                      |   |     |                                                      |                                                      |                                                      |                                                      |                                                      |  |

#### Grupo IX
|  | Cuartos                                              | Cuartos                                              | Cuartos                                              | Cuartos                                              | Cuartos                                              |   |     | Semifinales                                          | Semifinales                                          | Semifinales                                          | Semifinales                                          | Semifinales                                          |  |
|  | 19 de mayo de 2024 (ida) 26 de mayo de 2024 (vuelta) | 19 de mayo de 2024 (ida) 26 de mayo de 2024 (vuelta) | 19 de mayo de 2024 (ida) 26 de mayo de 2024 (vuelta) | 19 de mayo de 2024 (ida) 26 de mayo de 2024 (vuelta) | 19 de mayo de 2024 (ida) 26 de mayo de 2024 (vuelta) |   |     | 2 de junio de 2024 (ida) 8 de junio de 2024 (vuelta) | 2 de junio de 2024 (ida) 8 de junio de 2024 (vuelta) | 2 de junio de 2024 (ida) 8 de junio de 2024 (vuelta) | 2 de junio de 2024 (ida) 8 de junio de 2024 (vuelta) | 2 de junio de 2024 (ida) 8 de junio de 2024 (vuelta) |  |
|  |                                                      |                                                      |                                                      |                                                      |                                                      |   |     |                                                      |                                                      |                                                      |                                                      |                                                      |  |
|  |                                                      |                                                      |                                                      |                                                      |                                                      |   |     |                                                      |                                                      |                                                      |                                                      |                                                      |  |
|  | 5.º                                                  | U. D. Torre del Mar                                  | 1                                                    | 0                                                    | 1                                                    |   |     |                                                      |                                                      |                                                      |                                                      |                                                      |  |
|  | 5.º                                                  | U. D. Torre del Mar                                  | 1                                                    | 0                                                    | 1                                                    |   |     |                                                      |                                                      |                                                      |                                                      |                                                      |  |
|  | 2.º                                                  | Real Jaén C. F.                                      | 1                                                    | 0                                                    | 1                                                    |   |     |                                                      |                                                      |                                                      |                                                      |                                                      |  |
|  | 2.º                                                  | Real Jaén C. F.                                      | 1                                                    | 0                                                    | 1                                                    |   | 2.º | Real Jaén C. F.                                      | 2                                                    | 1                                                    | 3                                                    |                                                      |  |
|  |                                                      |                                                      |                                                      |                                                      |                                                      |   | 2.º | Real Jaén C. F.                                      | 2                                                    | 1                                                    | 3                                                    |                                                      |  |
|  |                                                      |                                                      | 4.º                                                  | U. D. Almería "B"                                    | 2                                                    | 2 | 4   |                                                      |                                                      |                                                      |                                                      |                                                      |  |
|  | 4.º                                                  | U. D. Almería "B"                                    | 4.º                                                  | U. D. Almería "B"                                    | 2                                                    | 2 | 4   | 3                                                    | 2                                                    | 5                                                    |                                                      |                                                      |  |
|  | 4.º                                                  | U. D. Almería "B"                                    |                                                      |                                                      |                                                      |   |     | 3                                                    | 2                                                    | 5                                                    |                                                      |                                                      |  |
|  | 3.º                                                  | Atlético Malagueño                                   | 1                                                    | 1                                                    | 2                                                    |   |     |                                                      |                                                      |                                                      |                                                      |                                                      |  |
|  | 3.º                                                  | Atlético Malagueño                                   | 1                                                    | 1                                                    | 2                                                    |   |     |                                                      |                                                      |                                                      |                                                      |                                                      |  |
|  |                                                      |                                                      |                                                      |                                                      |                                                      |   |     |                                                      |                                                      |                                                      |                                                      |                                                      |  |

#### Grupo X
|  | Cuartos                                              | Cuartos                                              | Cuartos                                              | Cuartos                                              | Cuartos                                              |   |     | Semifinales                                          | Semifinales                                          | Semifinales                                          | Semifinales                                          | Semifinales                                          |  |
|  | 19 de mayo de 2024 (ida) 26 de mayo de 2024 (vuelta) | 19 de mayo de 2024 (ida) 26 de mayo de 2024 (vuelta) | 19 de mayo de 2024 (ida) 26 de mayo de 2024 (vuelta) | 19 de mayo de 2024 (ida) 26 de mayo de 2024 (vuelta) | 19 de mayo de 2024 (ida) 26 de mayo de 2024 (vuelta) |   |     | 2 de junio de 2024 (ida) 8 de junio de 2024 (vuelta) | 2 de junio de 2024 (ida) 8 de junio de 2024 (vuelta) | 2 de junio de 2024 (ida) 8 de junio de 2024 (vuelta) | 2 de junio de 2024 (ida) 8 de junio de 2024 (vuelta) | 2 de junio de 2024 (ida) 8 de junio de 2024 (vuelta) |  |
|  |                                                      |                                                      |                                                      |                                                      |                                                      |   |     |                                                      |                                                      |                                                      |                                                      |                                                      |  |
|  |                                                      |                                                      |                                                      |                                                      |                                                      |   |     |                                                      |                                                      |                                                      |                                                      |                                                      |  |
|  | 5.º                                                  | A. D. Ceuta F. C. "B"                                | 1                                                    | 4                                                    | 5                                                    |   |     |                                                      |                                                      |                                                      |                                                      |                                                      |  |
|  | 5.º                                                  | A. D. Ceuta F. C. "B"                                | 1                                                    | 4                                                    | 5                                                    |   |     |                                                      |                                                      |                                                      |                                                      |                                                      |  |
|  | 2.º                                                  | C. D. Ciudad de Lucena                               | 1                                                    | 0                                                    | 1                                                    |   |     |                                                      |                                                      |                                                      |                                                      |                                                      |  |
|  | 2.º                                                  | C. D. Ciudad de Lucena                               | 1                                                    | 0                                                    | 1                                                    |   | 5.º | A. D. Ceuta F. C. "B"                                | 0                                                    | 2                                                    | 2                                                    |                                                      |  |
|  |                                                      |                                                      |                                                      |                                                      |                                                      |   | 5.º | A. D. Ceuta F. C. "B"                                | 0                                                    | 2                                                    | 2                                                    |                                                      |  |
|  |                                                      |                                                      | 3.º                                                  | Xerez Deportivo F. C.                                | 0                                                    | 3 | 3   |                                                      |                                                      |                                                      |                                                      |                                                      |  |
|  | 4.º                                                  | C. D. Pozoblanco                                     | 3.º                                                  | Xerez Deportivo F. C.                                | 0                                                    | 3 | 3   | 0                                                    | 1                                                    | 1                                                    |                                                      |                                                      |  |
|  | 4.º                                                  | C. D. Pozoblanco                                     |                                                      |                                                      |                                                      |   |     | 0                                                    | 1                                                    | 1                                                    |                                                      |                                                      |  |
|  | 3.º                                                  | Xerez Deportivo F. C.                                | 1                                                    | 1                                                    | 2                                                    |   |     |                                                      |                                                      |                                                      |                                                      |                                                      |  |
|  | 3.º                                                  | Xerez Deportivo F. C.                                | 1                                                    | 1                                                    | 2                                                    |   |     |                                                      |                                                      |                                                      |                                                      |                                                      |  |
|  |                                                      |                                                      |                                                      |                                                      |                                                      |   |     |                                                      |                                                      |                                                      |                                                      |                                                      |  |

#### Grupo XI
|  | Cuartos                                              | Cuartos                                              | Cuartos                                              | Cuartos                                              | Cuartos                                              |   |     | Semifinales                                          | Semifinales                                          | Semifinales                                          | Semifinales                                          | Semifinales                                          |  |
|  | 19 de mayo de 2024 (ida) 26 de mayo de 2024 (vuelta) | 19 de mayo de 2024 (ida) 26 de mayo de 2024 (vuelta) | 19 de mayo de 2024 (ida) 26 de mayo de 2024 (vuelta) | 19 de mayo de 2024 (ida) 26 de mayo de 2024 (vuelta) | 19 de mayo de 2024 (ida) 26 de mayo de 2024 (vuelta) |   |     | 2 de junio de 2024 (ida) 8 de junio de 2024 (vuelta) | 2 de junio de 2024 (ida) 8 de junio de 2024 (vuelta) | 2 de junio de 2024 (ida) 8 de junio de 2024 (vuelta) | 2 de junio de 2024 (ida) 8 de junio de 2024 (vuelta) | 2 de junio de 2024 (ida) 8 de junio de 2024 (vuelta) |  |
|  |                                                      |                                                      |                                                      |                                                      |                                                      |   |     |                                                      |                                                      |                                                      |                                                      |                                                      |  |
|  |                                                      |                                                      |                                                      |                                                      |                                                      |   |     |                                                      |                                                      |                                                      |                                                      |                                                      |  |
|  | 5.º                                                  | C. D. Manacor                                        | 1                                                    | 1                                                    | 2                                                    |   |     |                                                      |                                                      |                                                      |                                                      |                                                      |  |
|  | 5.º                                                  | C. D. Manacor                                        | 1                                                    | 1                                                    | 2                                                    |   |     |                                                      |                                                      |                                                      |                                                      |                                                      |  |
|  | 2.º                                                  | R. C. D. Mallorca "B"                                | 0                                                    | 5                                                    | 5                                                    |   |     |                                                      |                                                      |                                                      |                                                      |                                                      |  |
|  | 2.º                                                  | R. C. D. Mallorca "B"                                | 0                                                    | 5                                                    | 5                                                    |   | 2.º | R. C. D. Mallorca "B"                                | 0                                                    | 1                                                    | 1                                                    |                                                      |  |
|  |                                                      |                                                      |                                                      |                                                      |                                                      |   | 2.º | R. C. D. Mallorca "B"                                | 0                                                    | 1                                                    | 1                                                    |                                                      |  |
|  |                                                      |                                                      | 3.º                                                  | U. D. Poblense                                       | 1                                                    | 0 | 1   |                                                      |                                                      |                                                      |                                                      |                                                      |  |
|  | 4.º                                                  | C. F. Playas de Calviá                               | 3.º                                                  | U. D. Poblense                                       | 1                                                    | 0 | 1   | 0                                                    | 1                                                    | 1                                                    |                                                      |                                                      |  |
|  | 4.º                                                  | C. F. Playas de Calviá                               |                                                      |                                                      |                                                      |   |     | 0                                                    | 1                                                    | 1                                                    |                                                      |                                                      |  |
|  | 3.º                                                  | U. D. Poblense                                       | 0                                                    | 2                                                    | 2                                                    |   |     |                                                      |                                                      |                                                      |                                                      |                                                      |  |
|  | 3.º                                                  | U. D. Poblense                                       | 0                                                    | 2                                                    | 2                                                    |   |     |                                                      |                                                      |                                                      |                                                      |                                                      |  |
|  |                                                      |                                                      |                                                      |                                                      |                                                      |   |     |                                                      |                                                      |                                                      |                                                      |                                                      |  |

#### Grupo XII
|  | Cuartos                                              | Cuartos                                              | Cuartos                                              | Cuartos                                              | Cuartos                                              |   |     | Semifinales                                          | Semifinales                                          | Semifinales                                          | Semifinales                                          | Semifinales                                          |  |
|  | 19 de mayo de 2024 (ida) 26 de mayo de 2024 (vuelta) | 19 de mayo de 2024 (ida) 26 de mayo de 2024 (vuelta) | 19 de mayo de 2024 (ida) 26 de mayo de 2024 (vuelta) | 19 de mayo de 2024 (ida) 26 de mayo de 2024 (vuelta) | 19 de mayo de 2024 (ida) 26 de mayo de 2024 (vuelta) |   |     | 2 de junio de 2024 (ida) 8 de junio de 2024 (vuelta) | 2 de junio de 2024 (ida) 8 de junio de 2024 (vuelta) | 2 de junio de 2024 (ida) 8 de junio de 2024 (vuelta) | 2 de junio de 2024 (ida) 8 de junio de 2024 (vuelta) | 2 de junio de 2024 (ida) 8 de junio de 2024 (vuelta) |  |
|  |                                                      |                                                      |                                                      |                                                      |                                                      |   |     |                                                      |                                                      |                                                      |                                                      |                                                      |  |
|  |                                                      |                                                      |                                                      |                                                      |                                                      |   |     |                                                      |                                                      |                                                      |                                                      |                                                      |  |
|  | 5.º                                                  | C. F. Panadería Pulido                               | 1                                                    | 1                                                    | 2                                                    |   |     |                                                      |                                                      |                                                      |                                                      |                                                      |  |
|  | 5.º                                                  | C. F. Panadería Pulido                               | 1                                                    | 1                                                    | 2                                                    |   |     |                                                      |                                                      |                                                      |                                                      |                                                      |  |
|  | 2.º                                                  | U. D. Lanzarote                                      | 1                                                    | 0                                                    | 1                                                    |   |     |                                                      |                                                      |                                                      |                                                      |                                                      |  |
|  | 2.º                                                  | U. D. Lanzarote                                      | 1                                                    | 0                                                    | 1                                                    |   | 5.º | C. F. Panadería Pulido                               | 1                                                    | 0                                                    | 1                                                    |                                                      |  |
|  |                                                      |                                                      |                                                      |                                                      |                                                      |   | 5.º | C. F. Panadería Pulido                               | 1                                                    | 0                                                    | 1                                                    |                                                      |  |
|  |                                                      |                                                      | 3.º                                                  | C. D. Unión Sur Yaiza                                | 1                                                    | 3 | 4   |                                                      |                                                      |                                                      |                                                      |                                                      |  |
|  | 4.º                                                  | Las Palmas Atlético                                  | 3.º                                                  | C. D. Unión Sur Yaiza                                | 1                                                    | 3 | 4   | 0                                                    | 1                                                    | 1                                                    |                                                      |                                                      |  |
|  | 4.º                                                  | Las Palmas Atlético                                  |                                                      |                                                      |                                                      |   |     | 0                                                    | 1                                                    | 1                                                    |                                                      |                                                      |  |
|  | 3.º                                                  | C. D. Unión Sur Yaiza                                | 1                                                    | 1                                                    | 2                                                    |   |     |                                                      |                                                      |                                                      |                                                      |                                                      |  |
|  | 3.º                                                  | C. D. Unión Sur Yaiza                                | 1                                                    | 1                                                    | 2                                                    |   |     |                                                      |                                                      |                                                      |                                                      |                                                      |  |
|  |                                                      |                                                      |                                                      |                                                      |                                                      |   |     |                                                      |                                                      |                                                      |                                                      |                                                      |  |

#### Grupo XIII
|  | Cuartos                                              | Cuartos                                              | Cuartos                                              | Cuartos                                              | Cuartos                                              |   |     | Semifinales                                          | Semifinales                                          | Semifinales                                          | Semifinales                                          | Semifinales                                          |  |
|  | 19 de mayo de 2024 (ida) 26 de mayo de 2024 (vuelta) | 19 de mayo de 2024 (ida) 26 de mayo de 2024 (vuelta) | 19 de mayo de 2024 (ida) 26 de mayo de 2024 (vuelta) | 19 de mayo de 2024 (ida) 26 de mayo de 2024 (vuelta) | 19 de mayo de 2024 (ida) 26 de mayo de 2024 (vuelta) |   |     | 2 de junio de 2024 (ida) 9 de junio de 2024 (vuelta) | 2 de junio de 2024 (ida) 9 de junio de 2024 (vuelta) | 2 de junio de 2024 (ida) 9 de junio de 2024 (vuelta) | 2 de junio de 2024 (ida) 9 de junio de 2024 (vuelta) | 2 de junio de 2024 (ida) 9 de junio de 2024 (vuelta) |  |
|  |                                                      |                                                      |                                                      |                                                      |                                                      |   |     |                                                      |                                                      |                                                      |                                                      |                                                      |  |
|  |                                                      |                                                      |                                                      |                                                      |                                                      |   |     |                                                      |                                                      |                                                      |                                                      |                                                      |  |
|  | 6.º                                                  | C. F. Lorca Deportiva                                | 0                                                    | 2                                                    | 2                                                    |   |     |                                                      |                                                      |                                                      |                                                      |                                                      |  |
|  | 6.º                                                  | C. F. Lorca Deportiva                                | 0                                                    | 2                                                    | 2                                                    |   |     |                                                      |                                                      |                                                      |                                                      |                                                      |  |
|  | 2.º                                                  | Real Murcia Imperial                                 | 1                                                    | 3                                                    | 4                                                    |   |     |                                                      |                                                      |                                                      |                                                      |                                                      |  |
|  | 2.º                                                  | Real Murcia Imperial                                 | 1                                                    | 3                                                    | 4                                                    |   | 2.º | Real Murcia Imperial                                 | 1                                                    | 1                                                    | 2                                                    |                                                      |  |
|  |                                                      |                                                      |                                                      |                                                      |                                                      |   | 2.º | Real Murcia Imperial                                 | 1                                                    | 1                                                    | 2                                                    |                                                      |  |
|  |                                                      |                                                      | 3.º                                                  | C. D. Cieza                                          | 1                                                    | 1 | 2   |                                                      |                                                      |                                                      |                                                      |                                                      |  |
|  | 5.º                                                  | U. D. Caravaca                                       | 3.º                                                  | C. D. Cieza                                          | 1                                                    | 1 | 2   | 0                                                    | 2                                                    | 2                                                    |                                                      |                                                      |  |
|  | 5.º                                                  | U. D. Caravaca                                       |                                                      |                                                      |                                                      |   |     | 0                                                    | 2                                                    | 2                                                    |                                                      |                                                      |  |
|  | 3.º                                                  | C. D. Cieza                                          | 0                                                    | 2                                                    | 2                                                    |   |     |                                                      |                                                      |                                                      |                                                      |                                                      |  |
|  | 3.º                                                  | C. D. Cieza                                          | 0                                                    | 2                                                    | 2                                                    |   |     |                                                      |                                                      |                                                      |                                                      |                                                      |  |
|  |                                                      |                                                      |                                                      |                                                      |                                                      |   |     |                                                      |                                                      |                                                      |                                                      |                                                      |  |

#### Grupo XIV
|  | Cuartos                                              | Cuartos                                              | Cuartos                                              | Cuartos                                              | Cuartos                                              |   |     | Semifinales                                          | Semifinales                                          | Semifinales                                          | Semifinales                                          | Semifinales                                          |  |
|  | 19 de mayo de 2024 (ida) 26 de mayo de 2024 (vuelta) | 19 de mayo de 2024 (ida) 26 de mayo de 2024 (vuelta) | 19 de mayo de 2024 (ida) 26 de mayo de 2024 (vuelta) | 19 de mayo de 2024 (ida) 26 de mayo de 2024 (vuelta) | 19 de mayo de 2024 (ida) 26 de mayo de 2024 (vuelta) |   |     | 2 de junio de 2024 (ida) 8 de junio de 2024 (vuelta) | 2 de junio de 2024 (ida) 8 de junio de 2024 (vuelta) | 2 de junio de 2024 (ida) 8 de junio de 2024 (vuelta) | 2 de junio de 2024 (ida) 8 de junio de 2024 (vuelta) | 2 de junio de 2024 (ida) 8 de junio de 2024 (vuelta) |  |
|  |                                                      |                                                      |                                                      |                                                      |                                                      |   |     |                                                      |                                                      |                                                      |                                                      |                                                      |  |
|  |                                                      |                                                      |                                                      |                                                      |                                                      |   |     |                                                      |                                                      |                                                      |                                                      |                                                      |  |
|  | 5.º                                                  | Moralo C. P.                                         | 0                                                    | 1                                                    | 1                                                    |   |     |                                                      |                                                      |                                                      |                                                      |                                                      |  |
|  | 5.º                                                  | Moralo C. P.                                         | 0                                                    | 1                                                    | 1                                                    |   |     |                                                      |                                                      |                                                      |                                                      |                                                      |  |
|  | 2.º                                                  | C. D. Coria                                          | 2                                                    | 4                                                    | 6                                                    |   |     |                                                      |                                                      |                                                      |                                                      |                                                      |  |
|  | 2.º                                                  | C. D. Coria                                          | 2                                                    | 4                                                    | 6                                                    |   | 2.º | C. D. Coria                                          | 0                                                    | 1                                                    | 1                                                    |                                                      |  |
|  |                                                      |                                                      |                                                      |                                                      |                                                      |   | 2.º | C. D. Coria                                          | 0                                                    | 1                                                    | 1                                                    |                                                      |  |
|  |                                                      |                                                      | 3.º                                                  | C. D. Azuaga                                         | 0                                                    | 1 | 1   |                                                      |                                                      |                                                      |                                                      |                                                      |  |
|  | 4.º                                                  | S. P. Villafranca                                    | 3.º                                                  | C. D. Azuaga                                         | 0                                                    | 1 | 1   | 1                                                    | 0                                                    | 1                                                    |                                                      |                                                      |  |
|  | 4.º                                                  | S. P. Villafranca                                    |                                                      |                                                      |                                                      |   |     | 1                                                    | 0                                                    | 1                                                    |                                                      |                                                      |  |
|  | 3.º                                                  | C. D. Azuaga                                         | 1                                                    | 4                                                    | 5                                                    |   |     |                                                      |                                                      |                                                      |                                                      |                                                      |  |
|  | 3.º                                                  | C. D. Azuaga                                         | 1                                                    | 4                                                    | 5                                                    |   |     |                                                      |                                                      |                                                      |                                                      |                                                      |  |
|  |                                                      |                                                      |                                                      |                                                      |                                                      |   |     |                                                      |                                                      |                                                      |                                                      |                                                      |  |

#### Grupo XV
|  | Cuartos                                              | Cuartos                                              | Cuartos                                              | Cuartos                                              | Cuartos                                              |   |     | Semifinales                                          | Semifinales                                          | Semifinales                                          | Semifinales                                          | Semifinales                                          |  |
|  | 19 de mayo de 2024 (ida) 26 de mayo de 2024 (vuelta) | 19 de mayo de 2024 (ida) 26 de mayo de 2024 (vuelta) | 19 de mayo de 2024 (ida) 26 de mayo de 2024 (vuelta) | 19 de mayo de 2024 (ida) 26 de mayo de 2024 (vuelta) | 19 de mayo de 2024 (ida) 26 de mayo de 2024 (vuelta) |   |     | 2 de junio de 2024 (ida) 8 de junio de 2024 (vuelta) | 2 de junio de 2024 (ida) 8 de junio de 2024 (vuelta) | 2 de junio de 2024 (ida) 8 de junio de 2024 (vuelta) | 2 de junio de 2024 (ida) 8 de junio de 2024 (vuelta) | 2 de junio de 2024 (ida) 8 de junio de 2024 (vuelta) |  |
|  |                                                      |                                                      |                                                      |                                                      |                                                      |   |     |                                                      |                                                      |                                                      |                                                      |                                                      |  |
|  |                                                      |                                                      |                                                      |                                                      |                                                      |   |     |                                                      |                                                      |                                                      |                                                      |                                                      |  |
|  | 5.º                                                  | C. D. Huarte                                         | 1                                                    | 1                                                    | 2                                                    |   |     |                                                      |                                                      |                                                      |                                                      |                                                      |  |
|  | 5.º                                                  | C. D. Huarte                                         | 1                                                    | 1                                                    | 2                                                    |   |     |                                                      |                                                      |                                                      |                                                      |                                                      |  |
|  | 2.º                                                  | C. D. Cortes                                         | 0                                                    | 1                                                    | 1                                                    |   |     |                                                      |                                                      |                                                      |                                                      |                                                      |  |
|  | 2.º                                                  | C. D. Cortes                                         | 0                                                    | 1                                                    | 1                                                    |   | 5.º | C. D. Huarte                                         | 1                                                    | 3                                                    | 4                                                    |                                                      |  |
|  |                                                      |                                                      |                                                      |                                                      |                                                      |   | 5.º | C. D. Huarte                                         | 1                                                    | 3                                                    | 4                                                    |                                                      |  |
|  |                                                      |                                                      | 3.º                                                  | C. D. Ardoi                                          | 1                                                    | 4 | 5   |                                                      |                                                      |                                                      |                                                      |                                                      |  |
|  | 4.º                                                  | Peña Sport F. C.                                     | 3.º                                                  | C. D. Ardoi                                          | 1                                                    | 4 | 5   | 0                                                    | 1                                                    | 1                                                    |                                                      |                                                      |  |
|  | 4.º                                                  | Peña Sport F. C.                                     |                                                      |                                                      |                                                      |   |     | 0                                                    | 1                                                    | 1                                                    |                                                      |                                                      |  |
|  | 3.º                                                  | C. D. Ardoi                                          | 1                                                    | 1                                                    | 2                                                    |   |     |                                                      |                                                      |                                                      |                                                      |                                                      |  |
|  | 3.º                                                  | C. D. Ardoi                                          | 1                                                    | 1                                                    | 2                                                    |   |     |                                                      |                                                      |                                                      |                                                      |                                                      |  |
|  |                                                      |                                                      |                                                      |                                                      |                                                      |   |     |                                                      |                                                      |                                                      |                                                      |                                                      |  |

#### Grupo XVI
|  | Cuartos                                              | Cuartos                                              | Cuartos                                              | Cuartos                                              | Cuartos                                              |   |     | Semifinales                                          | Semifinales                                          | Semifinales                                          | Semifinales                                          | Semifinales                                          |  |
|  | 19 de mayo de 2024 (ida) 26 de mayo de 2024 (vuelta) | 19 de mayo de 2024 (ida) 26 de mayo de 2024 (vuelta) | 19 de mayo de 2024 (ida) 26 de mayo de 2024 (vuelta) | 19 de mayo de 2024 (ida) 26 de mayo de 2024 (vuelta) | 19 de mayo de 2024 (ida) 26 de mayo de 2024 (vuelta) |   |     | 2 de junio de 2024 (ida) 9 de junio de 2024 (vuelta) | 2 de junio de 2024 (ida) 9 de junio de 2024 (vuelta) | 2 de junio de 2024 (ida) 9 de junio de 2024 (vuelta) | 2 de junio de 2024 (ida) 9 de junio de 2024 (vuelta) | 2 de junio de 2024 (ida) 9 de junio de 2024 (vuelta) |  |
|  |                                                      |                                                      |                                                      |                                                      |                                                      |   |     |                                                      |                                                      |                                                      |                                                      |                                                      |  |
|  |                                                      |                                                      |                                                      |                                                      |                                                      |   |     |                                                      |                                                      |                                                      |                                                      |                                                      |  |
|  | 6.º                                                  | S. D. Oyonesa                                        | 4                                                    | 2                                                    | 6                                                    |   |     |                                                      |                                                      |                                                      |                                                      |                                                      |  |
|  | 6.º                                                  | S. D. Oyonesa                                        | 4                                                    | 2                                                    | 6                                                    |   |     |                                                      |                                                      |                                                      |                                                      |                                                      |  |
|  | 2.º                                                  | C. D. Alfaro                                         | 1                                                    | 2                                                    | 3                                                    |   |     |                                                      |                                                      |                                                      |                                                      |                                                      |  |
|  | 2.º                                                  | C. D. Alfaro                                         | 1                                                    | 2                                                    | 3                                                    |   | 6.º | S. D. Oyonesa                                        | 0                                                    | 1                                                    | 1                                                    |                                                      |  |
|  |                                                      |                                                      |                                                      |                                                      |                                                      |   | 6.º | S. D. Oyonesa                                        | 0                                                    | 1                                                    | 1                                                    |                                                      |  |
|  |                                                      |                                                      | 4.º                                                  | C. D. Anguiano                                       | 0                                                    | 2 | 2   |                                                      |                                                      |                                                      |                                                      |                                                      |  |
|  | 5.º                                                  | C. D. Varea                                          | 4.º                                                  | C. D. Anguiano                                       | 0                                                    | 2 | 2   | 1                                                    | 1                                                    | 2                                                    |                                                      |                                                      |  |
|  | 5.º                                                  | C. D. Varea                                          |                                                      |                                                      |                                                      |   |     | 1                                                    | 1                                                    | 2                                                    |                                                      |                                                      |  |
|  | 4.º                                                  | C. D. Anguiano                                       | 1                                                    | 2                                                    | 3                                                    |   |     |                                                      |                                                      |                                                      |                                                      |                                                      |  |
|  | 4.º                                                  | C. D. Anguiano                                       | 1                                                    | 2                                                    | 3                                                    |   |     |                                                      |                                                      |                                                      |                                                      |                                                      |  |
|  |                                                      |                                                      |                                                      |                                                      |                                                      |   |     |                                                      |                                                      |                                                      |                                                      |                                                      |  |

#### Grupo XVII
|  | Cuartos                                              | Cuartos                                              | Cuartos                                              | Cuartos                                              | Cuartos                                              |   |     | Semifinales                                          | Semifinales                                          | Semifinales                                          | Semifinales                                          | Semifinales                                          |  |
|  | 19 de mayo de 2024 (ida) 26 de mayo de 2024 (vuelta) | 19 de mayo de 2024 (ida) 26 de mayo de 2024 (vuelta) | 19 de mayo de 2024 (ida) 26 de mayo de 2024 (vuelta) | 19 de mayo de 2024 (ida) 26 de mayo de 2024 (vuelta) | 19 de mayo de 2024 (ida) 26 de mayo de 2024 (vuelta) |   |     | 2 de junio de 2024 (ida) 9 de junio de 2024 (vuelta) | 2 de junio de 2024 (ida) 9 de junio de 2024 (vuelta) | 2 de junio de 2024 (ida) 9 de junio de 2024 (vuelta) | 2 de junio de 2024 (ida) 9 de junio de 2024 (vuelta) | 2 de junio de 2024 (ida) 9 de junio de 2024 (vuelta) |  |
|  |                                                      |                                                      |                                                      |                                                      |                                                      |   |     |                                                      |                                                      |                                                      |                                                      |                                                      |  |
|  |                                                      |                                                      |                                                      |                                                      |                                                      |   |     |                                                      |                                                      |                                                      |                                                      |                                                      |  |
|  | 5.º                                                  | C. D. Caspe                                          | 1                                                    | 0                                                    | 1                                                    |   |     |                                                      |                                                      |                                                      |                                                      |                                                      |  |
|  | 5.º                                                  | C. D. Caspe                                          | 1                                                    | 0                                                    | 1                                                    |   |     |                                                      |                                                      |                                                      |                                                      |                                                      |  |
|  | 2.º                                                  | C. D. Cuarte                                         | 1                                                    | 1                                                    | 2                                                    |   |     |                                                      |                                                      |                                                      |                                                      |                                                      |  |
|  | 2.º                                                  | C. D. Cuarte                                         | 1                                                    | 1                                                    | 2                                                    |   | 2.º | C. D. Cuarte                                         | 1                                                    | 1                                                    | 2                                                    |                                                      |  |
|  |                                                      |                                                      |                                                      |                                                      |                                                      |   | 2.º | C. D. Cuarte                                         | 1                                                    | 1                                                    | 2                                                    |                                                      |  |
|  |                                                      |                                                      | 3.º                                                  | C. D. Ebro                                           | 1                                                    | 1 | 2   |                                                      |                                                      |                                                      |                                                      |                                                      |  |
|  | 4.º                                                  | C. F. Épila                                          | 3.º                                                  | C. D. Ebro                                           | 1                                                    | 1 | 2   | 0                                                    | 0                                                    | 0                                                    |                                                      |                                                      |  |
|  | 4.º                                                  | C. F. Épila                                          |                                                      |                                                      |                                                      |   |     | 0                                                    | 0                                                    | 0                                                    |                                                      |                                                      |  |
|  | 3.º                                                  | C. D. Ebro                                           | 2                                                    | 2                                                    | 4                                                    |   |     |                                                      |                                                      |                                                      |                                                      |                                                      |  |
|  | 3.º                                                  | C. D. Ebro                                           | 2                                                    | 2                                                    | 4                                                    |   |     |                                                      |                                                      |                                                      |                                                      |                                                      |  |
|  |                                                      |                                                      |                                                      |                                                      |                                                      |   |     |                                                      |                                                      |                                                      |                                                      |                                                      |  |

#### Grupo XVIII
|  | Cuartos                                              | Cuartos                                              | Cuartos                                              | Cuartos                                              | Cuartos                                              |   |     | Semifinales                                          | Semifinales                                          | Semifinales                                          | Semifinales                                          | Semifinales                                          |  |
|  | 19 de mayo de 2024 (ida) 26 de mayo de 2024 (vuelta) | 19 de mayo de 2024 (ida) 26 de mayo de 2024 (vuelta) | 19 de mayo de 2024 (ida) 26 de mayo de 2024 (vuelta) | 19 de mayo de 2024 (ida) 26 de mayo de 2024 (vuelta) | 19 de mayo de 2024 (ida) 26 de mayo de 2024 (vuelta) |   |     | 2 de junio de 2024 (ida) 9 de junio de 2024 (vuelta) | 2 de junio de 2024 (ida) 9 de junio de 2024 (vuelta) | 2 de junio de 2024 (ida) 9 de junio de 2024 (vuelta) | 2 de junio de 2024 (ida) 9 de junio de 2024 (vuelta) | 2 de junio de 2024 (ida) 9 de junio de 2024 (vuelta) |  |
|  |                                                      |                                                      |                                                      |                                                      |                                                      |   |     |                                                      |                                                      |                                                      |                                                      |                                                      |  |
|  |                                                      |                                                      |                                                      |                                                      |                                                      |   |     |                                                      |                                                      |                                                      |                                                      |                                                      |  |
|  | 5.º                                                  | C. D. Quintanar del Rey                              | 2                                                    | 2                                                    | 4                                                    |   |     |                                                      |                                                      |                                                      |                                                      |                                                      |  |
|  | 5.º                                                  | C. D. Quintanar del Rey                              | 2                                                    | 2                                                    | 4                                                    |   |     |                                                      |                                                      |                                                      |                                                      |                                                      |  |
|  | 2.º                                                  | C. D. Cazalegas                                      | 0                                                    | 1                                                    | 1                                                    |   |     |                                                      |                                                      |                                                      |                                                      |                                                      |  |
|  | 2.º                                                  | C. D. Cazalegas                                      | 0                                                    | 1                                                    | 1                                                    |   | 5.º | C. D. Quintanar del Rey                              | 1                                                    | 1                                                    | 2                                                    |                                                      |  |
|  |                                                      |                                                      |                                                      |                                                      |                                                      |   | 5.º | C. D. Quintanar del Rey                              | 1                                                    | 1                                                    | 2                                                    |                                                      |  |
|  |                                                      |                                                      | 3.º                                                  | C. D. Toledo                                         | 0                                                    | 2 | 2   |                                                      |                                                      |                                                      |                                                      |                                                      |  |
|  | 4.º                                                  | U. D. Socuéllamos C. F.                              | 3.º                                                  | C. D. Toledo                                         | 0                                                    | 2 | 2   | 1                                                    | 0                                                    | 1                                                    |                                                      |                                                      |  |
|  | 4.º                                                  | U. D. Socuéllamos C. F.                              |                                                      |                                                      |                                                      |   |     | 1                                                    | 0                                                    | 1                                                    |                                                      |                                                      |  |
|  | 3.º                                                  | C. D. Toledo                                         | 2                                                    | 2                                                    | 4                                                    |   |     |                                                      |                                                      |                                                      |                                                      |                                                      |  |
|  | 3.º                                                  | C. D. Toledo                                         | 2                                                    | 2                                                    | 4                                                    |   |     |                                                      |                                                      |                                                      |                                                      |                                                      |  |
|  |                                                      |                                                      |                                                      |                                                      |                                                      |   |     |                                                      |                                                      |                                                      |                                                      |                                                      |  |

## Fase Final por el ascenso a Segunda Federación
Participarán los 18 equipos vencedores de las eliminatorias disputadas entre los clasificados del segundo al quinto lugar de cada grupo. Se desarrollará mediante el sistema de eliminatorias a doble partido, determinadas mediante sorteo puro, sin condicionantes. En caso de empate, se disputará una prórroga y, si prosiguiese el empate, se procederá al lanzamiento de penaltis. Los 9 equipos vencedores de estas eliminatorias ascenderán a Segunda Federación.

### Equipos clasificados
| Bandera de Galicia    | Bandera de Asturias | Bandera de Cantabria | Bandera del País Vasco | Bandera de Cataluña | Bandera de la Comunidad Valenciana |
| Celta "C" - Gran Peña | L'Entregu C. F.     | C. D. Laredo         | Club Portugalete       | C. E. L'Hospitalet  | F. C. Jove Español                 |
| Grupo I               | Grupo II            | Grupo III            | Grupo IV               | Grupo V             | Grupo VI                           |

| Bandera de la Comunidad de Madrid | Bandera de Castilla y León | Bandera de Andalucía | Bandera de Andalucía  | Bandera de las Islas Baleares | Bandera de Canarias   |
| C. D. Colonia Moscardó            | Salamanca C. F. UDS        | U. D. Almería "B"    | Xerez Deportivo F. C. | R. C. D. Mallorca "B"         | C. D. Unión Sur Yaiza |
| Grupo VII                         | Grupo VIII                 | Grupo IX             | Grupo X               | Grupo XI                      | Grupo XII             |

| Bandera de la Región de Murcia | Bandera de Extremadura | Bandera de Navarra | Bandera de La Rioja (España) | Bandera de Aragón | Bandera de Castilla-La Mancha |
| Real Murcia Imperial           | C. D. Coria            | C. D. Ardoi        | C. D. Anguiano               | C. D. Cuarte      | C. D. Toledo                  |
| Grupo XIII                     | Grupo XIV              | Grupo XV           | Grupo XVI                    | Grupo XVII        | Grupo XVIII                   |

### Finales

#### Real Murcia ImperialvsC. D. Coria
| Ida; 16 de junio de 2024, 18:00 | Real Murcia Imperial | 1:1 (0:1) | C. D. Coria         | Enrique Roca de Murcia, Murcia                               |                                                              |
|                                 | Ismael Ferrer 50'    | Reporte   | Juanjo Chavalés 21' | Asistencia: 5 000 espectadores Árbitro(s): Sánchez Cerezuela | Asistencia: 5 000 espectadores Árbitro(s): Sánchez Cerezuela |

| Vuelta; 22 de junio de 2024, 20:00 | C. D. Coria                                                            | 4:1 (2:0) (Global 5:2) | Real Murcia Imperial | Estadio La Isla, Coria                                |                                                       |
|                                    | Divine Yeboah 18' · Iñaki León 45' · Sergio Gómez 85' · Angelito 90+3' | Reporte                | Mariano Carmona 55'  | Asistencia: espectadores Árbitro(s): Chavarrías Pérez | Asistencia: espectadores Árbitro(s): Chavarrías Pérez |

| Asciende C. D. Coria |

#### L'Entregu C. F.vsR. C. D. Mallorca "B"
| Ida; 16 de junio de 2024; 12:00 | L'Entregu C. F.     | 1:2 (0:0) | R. C. D. Mallorca "B"                  | Estadio Nuevo Nalón, El Entrego                           |                                                           |
|                                 | Óscar Fernández 51' | Reporte   | Pau Mascaró 62' · Miguelito Martín 65' | Asistencia: 900 espectadores Árbitro(s): Casanova Cudeiro | Asistencia: 900 espectadores Árbitro(s): Casanova Cudeiro |

| Vuelta; 23 de junio de 2024; 12:00 | R. C. D. Mallorca "B"     | 1:0 (1:0) (Global 3:1) | L'Entregu C. F. | Ciudad deportiva Antonio Asensio, Palma                    |                                                            |
|                                    | - John Sebastián Wade 39' | Reporte                |                 | Asistencia: 1 300 espectadores Árbitro(s): Carrillo García | Asistencia: 1 300 espectadores Árbitro(s): Carrillo García |

| Asciende R. C. D. Mallorca "B" |

#### C. D. ArdoivsC. D. Anguiano
| Ida; 15 de junio de 2024; 20:00 | C. D. Ardoi | 0:3 (0:0) | C. D. Anguiano                                         | El Pinar, Zizur Mayor                                  |                                                        |
|                                 |             | Reporte   | Joel Barcina 55' · Mario Urrecho 71' · Mateo Padín 90' | Asistencia: 1 100 espectadores Árbitro(s): López Conde | Asistencia: 1 100 espectadores Árbitro(s): López Conde |

| Vuelta; 23 de junio de 2024; 17:30 | C. D. Anguiano     | 1:1 (0:0) (Global 4:1) | C. D. Ardoi          | Estadio de Isla, Anguiano                                 |                                                           |
|                                    | - Jorge Olarte 56' | Reporte                | - 64' Iker Lizarraga | Asistencia: 1 500 espectadores Árbitro(s): Sánchez Sancho | Asistencia: 1 500 espectadores Árbitro(s): Sánchez Sancho |

| Asciende C. D. Anguiano |

#### C. D. Unión Sur YaizavsClub Portugalete
| Ida; 16 de junio de 2024; 12:30 | C. D. Unión Sur Yaiza | 1:1 (1:0) | Club Portugalete | Municipal de Yaiza, Yaiza                                      |                                                                |
|                                 | Matías Cedrés 10'     | Reporte   | Aitor Villar 64' | Asistencia: 1 800 espectadores Árbitro(s): Barranquero Sánchez | Asistencia: 1 800 espectadores Árbitro(s): Barranquero Sánchez |

| Vuelta; 23 de junio de 2024; 12:00 | Club Portugalete                                             | 1:1 (0:0, 1:1) (t. s.)(1-3 p.)(Global 2:2) | C. D. Unión Sur Yaiza                                                                               | Estadio La Florida, Portugalete                         |                                                         |
|                                    | - Gonzalo Zorrilla 52'                                       | Reporte                                    | - 90+7' Javier Melián                                                                               | Asistencia: 4 500 espectadores Árbitro(s): Parra Górriz | Asistencia: 4 500 espectadores Árbitro(s): Parra Górriz |
|                                    |                                                              | Tiros desde el punto penal                 | |                                                         |                                                         |
|                                    | Ieltxu García · Oier Del Cura · Iñigo Martín · Ibon González |                                            | Emiliano L. Trovento · Ubay Curbelo · Exequiel Álvarez Pato · Javier Melián · Seydina Mouhamed Moha |                                                         |                                                         |

| Asciende C. D. Unión Sur Yaiza |

#### Xerez Deportivo F. C.vs F. C. Jove Español
| Ida; 16 de junio de 2024, 19:00 | Xerez Deportivo F. C. | 0:1 (0:1) | F. C. Jove Español | Estadio de Chapín, Jerez de la Frontera                    |                                                            |
|                                 |                       | Reporte   | Álex Pérez 13'     | Asistencia: 8 000 espectadores Árbitro(s): González Umbert | Asistencia: 8 000 espectadores Árbitro(s): González Umbert |

| Vuelta; 22 de junio de 2024, 19:00 | F. C. Jove Español                                                                                               | 0:1 (0:0, 0:1) (t. s.)(4-5 p.)(Global 1:1) | Xerez Deportivo F. C.                                                                            | Ciudad deportiva San Vicente, San Vicente del Raspeig         |                                                               |
|                                    | | Reporte                                    | Cheikh Ndour 89'                                                                                 | Asistencia: 200 espectadores Árbitro(s): López del Amo Franco | Asistencia: 200 espectadores Árbitro(s): López del Amo Franco |
|                                    | | Tiros desde el punto penal                 |                                                                                                  |                                                               |                                                               |
|                                    | Antonio Lara · José Alberto Hernández Axo · José M. Sanz Samy · Xavier Lloret Salero · Steve Ekedi · José García |                                            | Pablo González · Álvaro Garrido · Rafael Parejo · Antonio Miguel Oca · Beto Plaza · Matías Ramos |                                                               |                                                               |

| Asciende Xerez Deportivo F. C. |

#### C. E. L'HospitaletvsC. D. Colonia Moscardó
| Ida; 16 de junio de 2024, 12:30 | C. E. L'Hospitalet | 1:1 (1:1) | C. D. Colonia Moscardó | Municipal de L'Hospitalet, Hospitalet de Llobregat          |                                                             |
|                                 | Ander Montori 35'  | Reporte   | Nader Ghabbour 19'     | Asistencia: 1 850 espectadores Árbitro(s): Sagredo González | Asistencia: 1 850 espectadores Árbitro(s): Sagredo González |

| Vuelta; 23 de junio de 2024, 12:00 | C. D. Colonia Moscardó                                                 | 3:1 (1:0) (Global 4:2) | C. E. L'Hospitalet | Estadio Román Valero, Madrid                            |                                                         |
|                                    | - Fran Sánchez 44' - Isaac Mendes 72' - Diego Guerrero Messoussi 90+1' | Reporte                | - 90+3' Jesús Pozo | Asistencia: 4 000 espectadores Árbitro(s): López Santos | Asistencia: 4 000 espectadores Árbitro(s): López Santos |

| Asciende C. D. Colonia Moscardó |

#### U. D. Almería "B"vsC. D. Toledo
| Ida; 16 de junio de 2024; 12:00 | U. D. Almería "B" | 1:1 (0:1) | C. D. Toledo      | Power Horse Stadium, Almería                               |                                                            |
|                                 | Rachad Fettal 62' | Reporte   | Manuel Gavilán 2' | Asistencia: 7 000 espectadores Árbitro(s): Béjar Caballero | Asistencia: 7 000 espectadores Árbitro(s): Béjar Caballero |

| Vuelta; 23 de junio de 2024; 19:00 | C. D. Toledo        | 1:4 (1:0) (Global 2:5) | U. D. Almería "B"                                                          | Salto del Caballo, Toledo                         |                                                   |
|                                    | - Manuel Gavilán 6' | Reporte                | - 58' Lorén Sánchez - 82' Rachad Fettal - 88' Josema Romera - 90+4' Marezi | Asistencia: espectadores Árbitro(s): Gámez Illera | Asistencia: espectadores Árbitro(s): Gámez Illera |

| Asciende U. D. Almería "B" |

#### C. D. LaredovsC. D. Cuarte
| Ida; 16 de junio de 2024, 18:00 | C. D. Laredo      | 1:1 (0:0) | C. D. Cuarte              | Estadio San Lorenzo, Laredo                              |                                                          |
|                                 | Andrés Carral 50' | Reporte   | Saihou Gassama 88' (pen.) | Asistencia: 2 000 espectadores Árbitro(s): Rivas Etulain | Asistencia: 2 000 espectadores Árbitro(s): Rivas Etulain |

| Vuelta; 23 de junio de 2024; 18:00 | C. D. Cuarte                                              | 0:0 (0:0) (t. s.)(1-3 p.)(Global 1:1) | C. D. Laredo                                                      | Municipal de Cuarte, Cuarte de Huerva             |                                                   |
|                                    |                                                           | Reporte                               |                                                                   | Asistencia: espectadores Árbitro(s): Bureu Méndez | Asistencia: espectadores Árbitro(s): Bureu Méndez |
|                                    |                                                           | Tiros desde el punto penal            |                                                                   |                                                   |                                                   |
|                                    | Chus Herrero · Javier Rami · Sergio Cota · Saihou Gassama |                                       | Ángel Gándara Chopi · Bruno Pascua · Junior Girón · Javier Gomila |                                                   |                                                   |

| Asciende C. D. Laredo |

#### Celta "C" - Gran PeñavsSalamanca C. F. UDS
| Ida; 16 de junio de 2024; 18:00 | Celta "C" - Gran Peña | 0:1 (0:0) | Salamanca C. F. UDS | Campo municipal de Barreiro, Vigo                                  |                                                                    |
|                                 |                       | Reporte   | Germán Fassani 61'  | Asistencia: 1 500 espectadores Árbitro(s): Ballesteros De La Rubia | Asistencia: 1 500 espectadores Árbitro(s): Ballesteros De La Rubia |

| Vuelta; 23 de junio de 2024; 18:00 | Salamanca C. F. UDS | 0:0 (Global 1:0) | Celta "C" - Gran Peña | Estadio Helmántico, Salamanca                       |                                                     |
|                                    |                     | Reporte          |                       | Asistencia: espectadores Árbitro(s): Sánchez Murcia | Asistencia: espectadores Árbitro(s): Sánchez Murcia |

| Asciende Salamanca C. F. UDS |

| Ascienden a Segunda Federación C. D. Coria R. C. D. Mallorca "B" C. D. Anguiano C. D. Unión Sur Yaiza Xerez Deportivo F. C. C. D. Colonia Moscardó U. D. Almería "B" C. D. Laredo Salamanca C. F. UDS |

## Clasificados para laCopa del Rey 2024-25
Se clasifican los Campeones de cada grupo y los siete mejores segundos con mejor coeficiente (salvo los filiales, ya que no participan en dicha competición).
| Bandera de Galicia | Bandera de Asturias | Bandera de Cantabria | Bandera del País Vasco | Bandera de Cataluña | Bandera de la Comunidad Valenciana |
| Bergantiños F. C.  | U. D. Llanera       | U. M. Escobedo       | S. D. Beasáin          | U. E. Olot          | F. C. Jove Español San Vicente     |
| Campeón Grupo I    | Campeón Grupo II    | Campeón Grupo III    | 3.º(1) Grupo IV        | Campeón Grupo V     | Subcampeón(2) Grupo VI             |

| Bandera de la Comunidad de Madrid | Bandera de Castilla y León | Bandera de Andalucía           | Bandera de Andalucía | Bandera de las Islas Baleares | Bandera de Canarias     |
| C. D. Móstoles URJC               | Real Ávila C. F.           | Juventud de Torremolinos C. F. | Xerez C. D.          | C. D. Ibiza Islas Pitiusas    | U. D. Lanzarote         |
| Subcampeón(3) Grupo VII           | Campeón Grupo VIII         | Campeón Grupo IX               | Campeón Grupo X      | Campeón Grupo XI              | Subcampeón(5) Grupo XII |

| Bandera de la Región de Murcia | Bandera de Extremadura | Bandera de Navarra     | Bandera de La Rioja (España) | Bandera de Aragón  | Bandera de Castilla-La Mancha |  |
| C. Deportiva Minera            | C. D. Don Benito       | C. D. Cortes           | C. D. Alfaro                 | S. D. Ejea         | U. B. Conquense               |  |
| Campeón Grupo XIII             | Campeón Grupo XIV      | Subcampeón(5) Grupo XV | Subcampeón(6) Grupo XVI      | Campeón Grupo XVII | Campeón Grupo XVIII           |  |

| Bandera de Cantabria | Bandera de Cataluña | Bandera de Castilla y León | Bandera de Andalucía | Bandera de Andalucía   | Bandera de Extremadura | Bandera de Aragón     |
| C. D. Laredo         | C. D. Hospitalet    | Salamanca C. F. UDS        | Real Jaén            | C. D. Ciudad de Lucena | C. D. Coria            | C. D. Cuarte          |
| Subcampeón Grupo III | Subcampeón Grupo V  | Subcampeón Grupo VIII      | Subcampeón Grupo IX  | Subcampeón Grupo X     | Subcampeón Grupo XIV   | Subcampeón Grupo XVII |

## Clasificados para laCopa RFEF 2024-25
Se clasifican los siete mejores segundos que no se hayan clasificado para la Copa del Rey (salvo los filiales, ya que no participan en dicha competición).
| Bandera de Asturias | Bandera de Castilla y León | Bandera de Andalucía  | Bandera de las Islas Baleares | Bandera de Canarias   | Bandera de la Región de Murcia | Bandera de Castilla-La Mancha |
| C. D. Lealtad       | S. D. Atlético Tordesillas | Xerez Deportivo F. C. | U. D. Poblense                | C. D. Unión Sur Yaiza | C. D. Cieza                    | C. D. Cazalegas               |
| 3.º Grupo II        | 3.º Grupo VIII             | 3.º Grupo X           | 3.º Grupo XI                  | 3.º Grupo XII         | 3.º Grupo XIII                 | 2.º Grupo XVIII               |